# تاریخ کرمان وزیری
تاریخ کرمان (سالاریه)، نوشته احمدعلی خان وزیری کرمانی، به تصحیح و مقدمهٔ محمد ابراهیم باستانی پاریزی است که در باب تاریخ کرمان و دولت‌های حاکم بر آن دیار است.

## ساختار
پس از مقدمه کتاب، مندرجات کتاب ذکر شده‌است. در مقدمه نگاهی اجمالی به حوادث کرمان کرده و در قسمت متن و حواشی کتاب به حمله عرب به کرمان در دوره عباسی، حکومت آل بویه و به حکومت‌های مختلف در دوران‌های مختلفی؛ چون سلجوقیان، قراختاییان، افشاریه و قاجار پرداخته‌است. عکس‌هایی از آثار تاریخی و مشاهیر کرمان همراه است و در پایان نمایهٔ اسامی آمده‌است.